# Tanytarsus kitaokinawanus
Tanytarsus kitaokinawanus är en tvåvingeart som beskrevs av Sasa och Hasegawa 1988. Tanytarsus kitaokinawanus ingår i släktet Tanytarsus och familjen fjädermyggor. Inga underarter finns listade i Catalogue of Life.